# Spring, Summer, Autumn, Winter... and Spring
Spring, Summer, Autumn, Winter... and Spring (Koreaans: Bom yeoreum gaeul gyeoul geurigo bom) is een Zuid-Koreaanse film uit 2003 die werd geschreven en geregisseerd door Kim Ki-duk.
De film speelt zich af in een boeddhistisch klooster op een eiland in een meer. De film volgt het leven van twee monniken, een jonge monnik en zijn leermeester. Opgedeeld in vijf hoofdstukken die een of enkele decennia uit elkaar liggen en die zich afspelen in de verschillende seizoenen uit de filmtitel, is de film als een parabel. De film werd geloofd om zijn visuele poëzie.

## Rolverdeling
| Acteur         | Personage            |
| -------------- | -------------------- |
| Kim Ki-duk     | volwassen monnik     |
| Oh Yeong-su    | leermeester          |
| Kim Young-min  | jongvolwassen monnik |
| Seo Jae-kyeong | monnik als kind      |